# Open XML Paper Specification
Open XML Paper Specification (OpenXPS) är ett öppet sidbeskrivningsspråk och dokumentformat utvecklat av Microsoft. OpenXPS är sedan juni 2009 standardiserat som ECMA-388. Det utvecklades och lanserades som XML Paper Specification (XPS) och kan ses som en konkurrent till Adobe PDF, som istället bygger på sidbeskrivningsspråket PostScript.
Stöd för att skapa och visa OpenXPS-filer är en del av Microsoft .NET Framework 3, som ingår i Windows Vista och senare, och kan laddas ned och installeras i Windows XP. För att stimulera andra programutvecklare att ta fram program för att visa och skapa OpenXPS-dokument erbjuder Microsoft dem licensen gratis.
I likhet med PDF kan såväl pixel- som vektorgrafik med olika färgrymder och -profiler inkluderas i ett OpenXPS-dokument. Också typsnitt kan inkluderas, dock ej PostScript-baserade typsnitt, d.v.s. PostScript Type 1 och OpenType med PostScript-konturer (filändelse .otf). Också för PostScript-grafik i form av till exempel en EPS-fil monterad i ett Word-dokument är stödet dåligt. Vill man skapa ett OpenXPS-dokument med PostScript-innehåll kan man dock först skapa ett PDF-dokument som man sedan skriver ut till OpenXPS.
Med .NET FrameWork 3 installeras en virtuell skrivare kallad Microsoft XPS Document Writer, och efter att ett dokument har ”skrivits ut” öppnas det automatiskt i Internet Explorer (också Microsoft Internet Explorer 6 fungerar under Windows XP). Alternativt kan man installera det fristående programmet Microsoft XPS Viewer EP eller STDU Viewer.
Att konvertera OpenXPS till PDF är möjligt, bl.a. med den XPS Conversion Plug-in som ingår i Adobe Acrobat 8.